# Фаланга (газета)
Фаланга — юмористическая иллюстрированная газета на русском языке, издававшаяся в Тифлисе в 1880-1881 годах. Выходила раз в неделю на восьми полосах. Архив газеты хранится в библиотеке парламента Грузии, на сайте библиотеки доступны электронные копии некоторых номеров.